# Svetovno prvenstvo v hokeju na ledu 1977
Svetovno prvenstvo v hokeju na ledu 1977 je bilo štiriinštirideseto Svetovno prvenstvo v hokeju na ledu. Potekalo je med 10. marcem in 8. majem 1977 na Dunaju, Avstrija (skupina A), Tokiu, Japonska (skupina B) in Københavnu, Danska (skupina C). Zlato medaljo je osvojila češkoslovaška reprezentanca, srebrno švedska, bronasto pa sovjetska, v konkurenci štiriindvajsetih reprezentanc, šestnajstič tudi jugoslovanske, ki je osvojila petnajsto mesto. To je bil za češkoslovaško reprezentanco drugi zaporedni in skupno peti naslov svetovnega prvaka.

## Dobitniki medalj
| Zlato | Srebro | Bron |
| ČeškoslovaškaJiří Holeček Vladimír Dzurilla Oldřich Machač František Pospíšil Jiří Bubla Milan Kajkl František Kaberle Miroslav Dvořák Milan Chalupa Vladimír Martinec Milan Nový Bohuslav Ebermann Jiří Novák Ivan Hlinka Jiří Holík Marián Šťastný Peter Šťastný Jaroslav Pouzar Eduard Novák Vincent Lukáč | ŠvedskaGöran Högosta Hardy Åström Lars Lindgren Stefan Persson Stig Salming Jan-Erik Silfverberg Mats Waltin Ulf Weinstock Lars Zetterström Kent-Erik Andersson Per-Olov Brasar Rolf Edberg Lars-Erik Ericsson Roland Eriksson Hans Jax Martin Karlsson Lars-Gunnar Lundberg Bengt Lundholm Nils-Olof Ohlsson Mats Åhlberg | Sovjetska zvezaVladislav Tretjak Aleksander Sidelnikov Vladimir Lutčenko Aleksander Gusev Genadij Cigankov Valerij Vasiljev Vasilij Pervuhin Sergej Babinov Vjačeslav Fetisov Boris Mihajlov Vladimir Petrov Valerij Harlamov Viktor Šalimov Vladimir Šadrin Aleksander Jakušev Helmut Balderis Viktor Žluktov Sergej Kapustin Aleksander Golikov Aleksander Malcev |

## Tekme

### Skupina A

#### Redni del
Prve štiri reprezentance so se uvrstile v boj za 1. do 4. mesto, ostale v boj za obstanek, rezultati medsebojnih tekem se prenesejo.
| 21. april 1977 | Švedska | 8:1 | Romunija | Dunaj, Avstrija |

| Poročilo tekme      | Poročilo tekme | Poročilo tekme | Poročilo tekme | Poročilo tekme |
| ------------------- | -------------- | -------------- | -------------- | -------------- |
| Začetek: ni podatka |                |                |                |                |

| 21. april 1977 | Češkoslovaška | 11:3 | Finska | Dunaj, Avstrija |

| Poročilo tekme      | Poročilo tekme | Poročilo tekme | Poročilo tekme | Poročilo tekme |
| ------------------- | -------------- | -------------- | -------------- | -------------- |
| Začetek: ni podatka |                |                |                |                |

| 21. april 1977 | Kanada | 4:1 | ZDA | Dunaj, Avstrija |

| Poročilo tekme      | Poročilo tekme | Poročilo tekme | Poročilo tekme | Poročilo tekme |
| ------------------- | -------------- | -------------- | -------------- | -------------- |
| Začetek: ni podatka |                |                |                |                |

| 21. april 1977 | Sovjetska zveza | 10:0 | Zahodna Nemčija | Dunaj, Avstrija |

| Poročilo tekme      | Poročilo tekme | Poročilo tekme | Poročilo tekme | Poročilo tekme |
| ------------------- | -------------- | -------------- | -------------- | -------------- |
| Začetek: ni podatka |                |                |                |                |

| 22. april 1977 | ZDA | 7:2 | Romunija | Dunaj, Avstrija |

| Poročilo tekme      | Poročilo tekme | Poročilo tekme | Poročilo tekme | Poročilo tekme |
| ------------------- | -------------- | -------------- | -------------- | -------------- |
| Začetek: ni podatka |                |                |                |                |

| 22. april 1977 | Sovjetska zveza | 11:6 | Finska | Dunaj, Avstrija |

| Poročilo tekme      | Poročilo tekme | Poročilo tekme | Poročilo tekme | Poročilo tekme |
| ------------------- | -------------- | -------------- | -------------- | -------------- |
| Začetek: ni podatka |                |                |                |                |

| 22. april 1977 | Češkoslovaška | 9:3 | Zahodna Nemčija | Dunaj, Avstrija |

| Poročilo tekme      | Poročilo tekme | Poročilo tekme | Poročilo tekme | Poročilo tekme |
| ------------------- | -------------- | -------------- | -------------- | -------------- |
| Začetek: ni podatka |                |                |                |                |

| 22. april 1977 | Švedska | 4:2 | Kanada | Dunaj, Avstrija |

| Poročilo tekme      | Poročilo tekme | Poročilo tekme | Poročilo tekme | Poročilo tekme |
| ------------------- | -------------- | -------------- | -------------- | -------------- |
| Začetek: ni podatka |                |                |                |                |

| 24. april 1977 | Češkoslovaška | 13:1 | Romunija | Dunaj, Avstrija |

| Poročilo tekme      | Poročilo tekme | Poročilo tekme | Poročilo tekme | Poročilo tekme |
| ------------------- | -------------- | -------------- | -------------- | -------------- |
| Začetek: ni podatka |                |                |                |                |

| 24. april 1977 | Sovjetska zveza | 11:1 | Kanada | Dunaj, Avstrija |

| Poročilo tekme      | Poročilo tekme | Poročilo tekme | Poročilo tekme | Poročilo tekme |
| ------------------- | -------------- | -------------- | -------------- | -------------- |
| Začetek: ni podatka |                |                |                |                |

| 24. april 1977 | Švedska | 5:1 | Finska | Dunaj, Avstrija |

| Poročilo tekme      | Poročilo tekme | Poročilo tekme | Poročilo tekme | Poročilo tekme |
| ------------------- | -------------- | -------------- | -------------- | -------------- |
| Začetek: ni podatka |                |                |                |                |

| 24. april 1977 | ZDA | 3:3 | Zahodna Nemčija | Dunaj, Avstrija |

| Poročilo tekme      | Poročilo tekme | Poročilo tekme | Poročilo tekme | Poročilo tekme |
| ------------------- | -------------- | -------------- | -------------- | -------------- |
| Začetek: ni podatka |                |                |                |                |

| 25. april 1977 | Švedska | 7:1 | Zahodna Nemčija | Dunaj, Avstrija |

| Poročilo tekme      | Poročilo tekme | Poročilo tekme | Poročilo tekme | Poročilo tekme |
| ------------------- | -------------- | -------------- | -------------- | -------------- |
| Začetek: ni podatka |                |                |                |                |

| 26. april 1977 | Sovjetska zveza | 18:1 | Romunija | Dunaj, Avstrija |

| Poročilo tekme      | Poročilo tekme | Poročilo tekme | Poročilo tekme | Poročilo tekme |
| ------------------- | -------------- | -------------- | -------------- | -------------- |
| Začetek: ni podatka |                |                |                |                |

| 26. april 1977 | Češkoslovaška | 3:3 | Kanada | Dunaj, Avstrija |

| Poročilo tekme      | Poročilo tekme | Poročilo tekme | Poročilo tekme | Poročilo tekme |
| ------------------- | -------------- | -------------- | -------------- | -------------- |
| Začetek: ni podatka |                |                |                |                |

| 26. april 1977 | Finska | 3:2 | ZDA | Dunaj, Avstrija |

| Poročilo tekme      | Poročilo tekme | Poročilo tekme | Poročilo tekme | Poročilo tekme |
| ------------------- | -------------- | -------------- | -------------- | -------------- |
| Začetek: ni podatka |                |                |                |                |

| 27. april 1977 | Zahodna Nemčija | 6:3 | Romunija | Dunaj, Avstrija |

| Poročilo tekme      | Poročilo tekme | Poročilo tekme | Poročilo tekme | Poročilo tekme |
| ------------------- | -------------- | -------------- | -------------- | -------------- |
| Začetek: ni podatka |                |                |                |                |

| 27. april 1977 | Kanada | 5:1 | Finska | Dunaj, Avstrija |

| Poročilo tekme      | Poročilo tekme | Poročilo tekme | Poročilo tekme | Poročilo tekme |
| ------------------- | -------------- | -------------- | -------------- | -------------- |
| Začetek: ni podatka |                |                |                |                |

| 28. april 1977 | Švedska | 9:0 | ZDA | Dunaj, Avstrija |

| Poročilo tekme      | Poročilo tekme | Poročilo tekme | Poročilo tekme | Poročilo tekme |
| ------------------- | -------------- | -------------- | -------------- | -------------- |
| Začetek: ni podatka |                |                |                |                |

| 28. april 1977 | Sovjetska zveza | 6:1 | Češkoslovaška | Dunaj, Avstrija |

| Poročilo tekme      | Poročilo tekme | Poročilo tekme | Poročilo tekme | Poročilo tekme |
| ------------------- | -------------- | -------------- | -------------- | -------------- |
| Začetek: ni podatka |                |                |                |                |

| 29. april 1977 | Finska | 4:2 | Romunija | Dunaj, Avstrija |

| Poročilo tekme      | Poročilo tekme | Poročilo tekme | Poročilo tekme | Poročilo tekme |
| ------------------- | -------------- | -------------- | -------------- | -------------- |
| Začetek: ni podatka |                |                |                |                |

| 29. april 1977 | Kanada | 9:3 | Zahodna Nemčija | Dunaj, Avstrija |

| Poročilo tekme      | Poročilo tekme | Poročilo tekme | Poročilo tekme | Poročilo tekme |
| ------------------- | -------------- | -------------- | -------------- | -------------- |
| Začetek: ni podatka |                |                |                |                |

| 30. april 1977 | Sovjetska zveza | 8:2 | ZDA | Dunaj, Avstrija |

| Poročilo tekme      | Poročilo tekme | Poročilo tekme | Poročilo tekme | Poročilo tekme |
| ------------------- | -------------- | -------------- | -------------- | -------------- |
| Začetek: ni podatka |                |                |                |                |

| 30. april 1977 | Češkoslovaška | 3:1 | Švedska | Dunaj, Avstrija |

| Poročilo tekme      | Poročilo tekme | Poročilo tekme | Poročilo tekme | Poročilo tekme |
| ------------------- | -------------- | -------------- | -------------- | -------------- |
| Začetek: ni podatka |                |                |                |                |

| 1. maj 1977 | Finska | 4:1 | Zahodna Nemčija | Dunaj, Avstrija |

| Poročilo tekme      | Poročilo tekme | Poročilo tekme | Poročilo tekme | Poročilo tekme |
| ------------------- | -------------- | -------------- | -------------- | -------------- |
| Začetek: ni podatka |                |                |                |                |

| 1. maj 1977 | Kanada | 7:2 | Romunija | Dunaj, Avstrija |

| Poročilo tekme      | Poročilo tekme | Poročilo tekme | Poročilo tekme | Poročilo tekme |
| ------------------- | -------------- | -------------- | -------------- | -------------- |
| Začetek: ni podatka |                |                |                |                |

| 2. maj 1977 | Češkoslovaška | 6:3 | ZDA | Dunaj, Avstrija |

| Poročilo tekme      | Poročilo tekme | Poročilo tekme | Poročilo tekme | Poročilo tekme |
| ------------------- | -------------- | -------------- | -------------- | -------------- |
| Začetek: ni podatka |                |                |                |                |

| 2. maj 1977 | Sovjetska zveza | 1:5 | Švedska | Dunaj, Avstrija |

| Poročilo tekme      | Poročilo tekme | Poročilo tekme | Poročilo tekme | Poročilo tekme |
| ------------------- | -------------- | -------------- | -------------- | -------------- |
| Začetek: ni podatka |                |                |                |                |

##### Lestvica
OT-odigrane tekme, z-zmage, n-neodločeni izidi, P-porazi, DG-doseženo goli, PG-prejeti goli, GR-gol razlika, T-točke.
| # | Reprezentanca   | OT | Z | N | P | DG | PG | GR  | T  |
| - | --------------- | -- | - | - | - | -- | -- | --- | -- |
| 1 | Švedska         | 7  | 6 | 0 | 1 | 39 | 9  | +30 | 12 |
| 2 | Sovjetska zveza | 7  | 6 | 0 | 1 | 65 | 16 | +49 | 12 |
| 3 | Češkoslovaška   | 7  | 5 | 1 | 1 | 46 | 20 | +26 | 11 |
| 4 | Kanada          | 7  | 4 | 1 | 2 | 31 | 25 | +6  | 9  |
| 5 | Finska          | 7  | 3 | 0 | 4 | 22 | 37 | -15 | 6  |
| 6 | ZDA             | 7  | 1 | 1 | 5 | 18 | 35 | -27 | 3  |
| 7 | Zahodna Nemčija | 7  | 1 | 1 | 5 | 17 | 45 | -28 | 3  |
| 8 | Romunija        | 7  | 0 | 0 | 7 | 12 | 63 | -51 | 0  |

#### Boj za obstanek
| 3. maj 1977 | Finska | 14:1 | Romunija | Dunaj, Avstrija |

| Poročilo tekme      | Poročilo tekme | Poročilo tekme | Poročilo tekme | Poročilo tekme |
| ------------------- | -------------- | -------------- | -------------- | -------------- |
| Začetek: ni podatka |                |                |                |                |

| 3. maj 1977 | ZDA | 4:1 | Zahodna Nemčija | Dunaj, Avstrija |

| Poročilo tekme      | Poročilo tekme | Poročilo tekme | Poročilo tekme | Poročilo tekme |
| ------------------- | -------------- | -------------- | -------------- | -------------- |
| Začetek: ni podatka |                |                |                |                |

| 5. maj 1977 | Finska | 7:2 | Zahodna Nemčija | Dunaj, Avstrija |

| Poročilo tekme      | Poročilo tekme | Poročilo tekme | Poročilo tekme | Poročilo tekme |
| ------------------- | -------------- | -------------- | -------------- | -------------- |
| Začetek: ni podatka |                |                |                |                |

| 5. maj 1977 | ZDA | 4:5 | Romunija | Dunaj, Avstrija |

| Poročilo tekme      | Poročilo tekme | Poročilo tekme | Poročilo tekme | Poročilo tekme |
| ------------------- | -------------- | -------------- | -------------- | -------------- |
| Začetek: ni podatka |                |                |                |                |

| 7. maj 1977 | Zahodna Nemčija | 3:2 | Romunija | Dunaj, Avstrija |

| Poročilo tekme      | Poročilo tekme | Poročilo tekme | Poročilo tekme | Poročilo tekme |
| ------------------- | -------------- | -------------- | -------------- | -------------- |
| Začetek: ni podatka |                |                |                |                |

| 7. maj 1977 | Finska | 2:3 | ZDA | Dunaj, Avstrija |

| Poročilo tekme      | Poročilo tekme | Poročilo tekme | Poročilo tekme | Poročilo tekme |
| ------------------- | -------------- | -------------- | -------------- | -------------- |
| Začetek: ni podatka |                |                |                |                |

##### Lestvica
OT-odigrane tekme, z-zmage, n-neodločeni izidi, P-porazi, DG-doseženo goli, PG-prejeti goli, GR-gol razlika, T-točke.
| # | Reprezentanca   | OT | Z | N | P | DG | PG | GR  | T  |
| - | --------------- | -- | - | - | - | -- | -- | --- | -- |
| 5 | Finska          | 10 | 5 | 0 | 5 | 45 | 43 | +2  | 10 |
| 6 | ZDA             | 10 | 3 | 1 | 6 | 29 | 43 | -14 | 8  |
| 7 | Zahodna Nemčija | 10 | 2 | 1 | 7 | 23 | 58 | -35 | 5  |
| 8 | Romunija        | 10 | 1 | 0 | 9 | 20 | 84 | -64 | 2  |

- Romunska reprezentanca je izpadla v skupino B.

#### Boj za 1. do 4. mesto
| 4. maj 1977 | Sovjetska zveza | 3:4 | Češkoslovaška | Dunaj, Avstrija |

| Poročilo tekme      | Poročilo tekme | Poročilo tekme | Poročilo tekme | Poročilo tekme |
| ------------------- | -------------- | -------------- | -------------- | -------------- |
| Začetek: ni podatka |                |                |                |                |

| 4. maj 1977 | Švedska | 0:7 | Kanada | Dunaj, Avstrija |

| Poročilo tekme      | Poročilo tekme | Poročilo tekme | Poročilo tekme | Poročilo tekme |
| ------------------- | -------------- | -------------- | -------------- | -------------- |
| Začetek: ni podatka |                |                |                |                |

| 6. maj 1977 | Sovjetska zveza | 8:1 | Kanada | Dunaj, Avstrija |

| Poročilo tekme      | Poročilo tekme | Poročilo tekme | Poročilo tekme | Poročilo tekme |
| ------------------- | -------------- | -------------- | -------------- | -------------- |
| Začetek: ni podatka |                |                |                |                |

| 6. maj 1977 | Švedska | 1:2 | Češkoslovaška | Dunaj, Avstrija |

| Poročilo tekme      | Poročilo tekme | Poročilo tekme | Poročilo tekme | Poročilo tekme |
| ------------------- | -------------- | -------------- | -------------- | -------------- |
| Začetek: ni podatka |                |                |                |                |

| 8. maj 1977 | Češkoslovaška | 2:8 | Kanada | Dunaj, Avstrija |

| Poročilo tekme      | Poročilo tekme | Poročilo tekme | Poročilo tekme | Poročilo tekme |
| ------------------- | -------------- | -------------- | -------------- | -------------- |
| Začetek: ni podatka |                |                |                |                |

| 8. maj 1977 | Švedska | 3:1 | Sovjetska zveza | Dunaj, Avstrija |

| Poročilo tekme      | Poročilo tekme | Poročilo tekme | Poročilo tekme | Poročilo tekme |
| ------------------- | -------------- | -------------- | -------------- | -------------- |
| Začetek: ni podatka |                |                |                |                |

##### Lestvica
OT-odigrane tekme, z-zmage, n-neodločeni izidi, P-porazi, DG-doseženo goli, PG-prejeti goli, GR-gol razlika, T-točke.
| # | Reprezentanca   | OT | Z | N | P | DG | PG | GR  | T  |
| - | --------------- | -- | - | - | - | -- | -- | --- | -- |
| 1 | Češkoslovaška   | 10 | 7 | 1 | 2 | 54 | 32 | +22 | 15 |
| 2 | Švedska         | 10 | 7 | 0 | 3 | 43 | 19 | +24 | 14 |
| 3 | Sovjetska zveza | 10 | 7 | 0 | 3 | 77 | 24 | +53 | 14 |
| 4 | Kanada          | 10 | 6 | 1 | 3 | 47 | 35 | +12 | 13 |

### Skupina B
| 10. marec 1977 | Poljska | 4:2 | Nizozemska | Tokio, Japonska |

| Poročilo tekme      | Poročilo tekme | Poročilo tekme | Poročilo tekme | Poročilo tekme |
| ------------------- | -------------- | -------------- | -------------- | -------------- |
| Začetek: ni podatka |                |                |                |                |

| 10. marec 1977 | Norveška | 4:2 | Jugoslavija | Tokio, Japonska |

| Poročilo tekme      | Poročilo tekme | Poročilo tekme | Poročilo tekme | Poročilo tekme |
| ------------------- | -------------- | -------------- | -------------- | -------------- |
| Začetek: ni podatka |                |                |                |                |

| 10. marec 1977 | Vzhodna Nemčija | 7:1 | Avstrija | Tokio, Japonska |

| Poročilo tekme      | Poročilo tekme | Poročilo tekme | Poročilo tekme | Poročilo tekme |
| ------------------- | -------------- | -------------- | -------------- | -------------- |
| Začetek: ni podatka |                |                |                |                |

| 10. marec 1977 | Japonska | 5:2 | Madžarska | Tokio, Japonska |

| Poročilo tekme      | Poročilo tekme | Poročilo tekme | Poročilo tekme | Poročilo tekme |
| ------------------- | -------------- | -------------- | -------------- | -------------- |
| Začetek: ni podatka |                |                |                |                |

| 11. marec 1977 | Avstrija | 4:7 | Madžarska | Tokio, Japonska |

| Poročilo tekme      | Poročilo tekme | Poročilo tekme | Poročilo tekme | Poročilo tekme |
| ------------------- | -------------- | -------------- | -------------- | -------------- |
| Začetek: ni podatka |                |                |                |                |

| 11. marec 1977 | Norveška | 4:3 | Švica | Tokio, Japonska |

| Poročilo tekme      | Poročilo tekme | Poročilo tekme | Poročilo tekme | Poročilo tekme |
| ------------------- | -------------- | -------------- | -------------- | -------------- |
| Začetek: ni podatka |                |                |                |                |

| 12. marec 1977 | Vzhodna Nemčija | 7:6 | Jugoslavija | Tokio, Japonska |

| Poročilo tekme      | Poročilo tekme | Poročilo tekme | Poročilo tekme | Poročilo tekme |
| ------------------- | -------------- | -------------- | -------------- | -------------- |
| Začetek: ni podatka |                |                |                |                |

| 12. marec 1977 | Poljska | 5:2 | Švica | Tokio, Japonska |

| Poročilo tekme      | Poročilo tekme | Poročilo tekme | Poročilo tekme | Poročilo tekme |
| ------------------- | -------------- | -------------- | -------------- | -------------- |
| Začetek: ni podatka |                |                |                |                |

| 12. marec 1977 | Japonska | 8:2 | Nizozemska | Tokio, Japonska |

| Poročilo tekme      | Poročilo tekme | Poročilo tekme | Poročilo tekme | Poročilo tekme |
| ------------------- | -------------- | -------------- | -------------- | -------------- |
| Začetek: ni podatka |                |                |                |                |

| 13. marec 1977 | Jugoslavija | 6:4 | Avstrija | Tokio, Japonska |

| Poročilo tekme      | Poročilo tekme | Poročilo tekme | Poročilo tekme | Poročilo tekme |
| ------------------- | -------------- | -------------- | -------------- | -------------- |
| Začetek: ni podatka |                |                |                |                |

| 13. marec 1977 | Nizozemska | 2:8 | Madžarska | Tokio, Japonska |

| Poročilo tekme      | Poročilo tekme | Poročilo tekme | Poročilo tekme | Poročilo tekme |
| ------------------- | -------------- | -------------- | -------------- | -------------- |
| Začetek: ni podatka |                |                |                |                |

| 13. marec 1977 | Japonska | 2:2 | Norveška | Tokio, Japonska |

| Poročilo tekme      | Poročilo tekme | Poročilo tekme | Poročilo tekme | Poročilo tekme |
| ------------------- | -------------- | -------------- | -------------- | -------------- |
| Začetek: ni podatka |                |                |                |                |

| 14. marec 1977 | Vzhodna Nemčija | 9:2 | Madžarska | Tokio, Japonska |

| Poročilo tekme      | Poročilo tekme | Poročilo tekme | Poročilo tekme | Poročilo tekme |
| ------------------- | -------------- | -------------- | -------------- | -------------- |
| Začetek: ni podatka |                |                |                |                |

| 14. marec 1977 | Poljska | 7:3 | Norveška | Tokio, Japonska |

| Poročilo tekme      | Poročilo tekme | Poročilo tekme | Poročilo tekme | Poročilo tekme |
| ------------------- | -------------- | -------------- | -------------- | -------------- |
| Začetek: ni podatka |                |                |                |                |

| 14. marec 1977 | Švica | 10:3 | Avstrija | Tokio, Japonska |

| Poročilo tekme      | Poročilo tekme | Poročilo tekme | Poročilo tekme | Poročilo tekme |
| ------------------- | -------------- | -------------- | -------------- | -------------- |
| Začetek: ni podatka |                |                |                |                |

| 15. marec 1977 | Vzhodna Nemčija | 7:1 | Poljska | Tokio, Japonska |

| Poročilo tekme      | Poročilo tekme | Poročilo tekme | Poročilo tekme | Poročilo tekme |
| ------------------- | -------------- | -------------- | -------------- | -------------- |
| Začetek: ni podatka |                |                |                |                |

| 15. marec 1977 | Jugoslavija | 5:5 | Nizozemska | Tokio, Japonska |

| Poročilo tekme      | Poročilo tekme | Poročilo tekme | Poročilo tekme | Poročilo tekme |
| ------------------- | -------------- | -------------- | -------------- | -------------- |
| Začetek: ni podatka |                |                |                |                |

| 15. marec 1977 | Japonska | 3:2 | Švica | Tokio, Japonska |

| Poročilo tekme      | Poročilo tekme | Poročilo tekme | Poročilo tekme | Poročilo tekme |
| ------------------- | -------------- | -------------- | -------------- | -------------- |
| Začetek: ni podatka |                |                |                |                |

| 16. marec 1977 | Nizozemska | 4:3 | Avstrija | Tokio, Japonska |

| Poročilo tekme      | Poročilo tekme | Poročilo tekme | Poročilo tekme | Poročilo tekme |
| ------------------- | -------------- | -------------- | -------------- | -------------- |
| Začetek: ni podatka |                |                |                |                |

| 16. marec 1977 | Norveška | 8:2 | Madžarska | Tokio, Japonska |

| Poročilo tekme      | Poročilo tekme | Poročilo tekme | Poročilo tekme | Poročilo tekme |
| ------------------- | -------------- | -------------- | -------------- | -------------- |
| Začetek: ni podatka |                |                |                |                |

| 16. marec 1977 | Japonska | 4:1 | Jugoslavija | Tokio, Japonska |

| Poročilo tekme      | Poročilo tekme | Poročilo tekme | Poročilo tekme | Poročilo tekme |
| ------------------- | -------------- | -------------- | -------------- | -------------- |
| Začetek: ni podatka |                |                |                |                |

| 16. marec 1977 | Vzhodna Nemčija | 10:3 | Švica | Tokio, Japonska |

| Poročilo tekme      | Poročilo tekme | Poročilo tekme | Poročilo tekme | Poročilo tekme |
| ------------------- | -------------- | -------------- | -------------- | -------------- |
| Začetek: ni podatka |                |                |                |                |

| 17. marec 1977 | Norveška | 4:2 | Avstrija | Tokio, Japonska |

| Poročilo tekme      | Poročilo tekme | Poročilo tekme | Poročilo tekme | Poročilo tekme |
| ------------------- | -------------- | -------------- | -------------- | -------------- |
| Začetek: ni podatka |                |                |                |                |

| 17. marec 1977 | Poljska | 10:0 | Madžarska | Tokio, Japonska |

| Poročilo tekme      | Poročilo tekme | Poročilo tekme | Poročilo tekme | Poročilo tekme |
| ------------------- | -------------- | -------------- | -------------- | -------------- |
| Začetek: ni podatka |                |                |                |                |

| 18. marec 1977 | Vzhodna Nemčija | 4:2 | Nizozemska | Tokio, Japonska |

| Poročilo tekme      | Poročilo tekme | Poročilo tekme | Poročilo tekme | Poročilo tekme |
| ------------------- | -------------- | -------------- | -------------- | -------------- |
| Začetek: ni podatka |                |                |                |                |

| 18. marec 1977 | Švica | 5:3 | Jugoslavija | Tokio, Japonska |

| Poročilo tekme      | Poročilo tekme | Poročilo tekme | Poročilo tekme | Poročilo tekme |
| ------------------- | -------------- | -------------- | -------------- | -------------- |
| Začetek: ni podatka |                |                |                |                |

| 18. marec 1977 | Japonska | 2:5 | Poljska | Tokio, Japonska |

| Poročilo tekme      | Poročilo tekme | Poročilo tekme | Poročilo tekme | Poročilo tekme |
| ------------------- | -------------- | -------------- | -------------- | -------------- |
| Začetek: ni podatka |                |                |                |                |

| 19. marec 1977 | Norveška | 4:4 | Nizozemska | Tokio, Japonska |

| Poročilo tekme      | Poročilo tekme | Poročilo tekme | Poročilo tekme | Poročilo tekme |
| ------------------- | -------------- | -------------- | -------------- | -------------- |
| Začetek: ni podatka |                |                |                |                |

| 19. marec 1977 | Jugoslavija | 1:3 | Madžarska | Tokio, Japonska |

| Poročilo tekme      | Poročilo tekme | Poročilo tekme | Poročilo tekme | Poročilo tekme |
| ------------------- | -------------- | -------------- | -------------- | -------------- |
| Začetek: ni podatka |                |                |                |                |

| 19. marec 1977 | Japonska | 6:2 | Avstrija | Tokio, Japonska |

| Poročilo tekme      | Poročilo tekme | Poročilo tekme | Poročilo tekme | Poročilo tekme |
| ------------------- | -------------- | -------------- | -------------- | -------------- |
| Začetek: ni podatka |                |                |                |                |

| 20. marec 1977 | Švica | 7:3 | Madžarska | Tokio, Japonska |

| Poročilo tekme      | Poročilo tekme | Poročilo tekme | Poročilo tekme | Poročilo tekme |
| ------------------- | -------------- | -------------- | -------------- | -------------- |
| Začetek: ni podatka |                |                |                |                |

| 20. marec 1977 | Vzhodna Nemčija | 8:1 | Norveška | Tokio, Japonska |

| Poročilo tekme      | Poročilo tekme | Poročilo tekme | Poročilo tekme | Poročilo tekme |
| ------------------- | -------------- | -------------- | -------------- | -------------- |
| Začetek: ni podatka |                |                |                |                |

| 20. marec 1977 | Poljska | 3:0 | Avstrija | Tokio, Japonska |

| Poročilo tekme      | Poročilo tekme | Poročilo tekme | Poročilo tekme | Poročilo tekme |
| ------------------- | -------------- | -------------- | -------------- | -------------- |
| Začetek: ni podatka |                |                |                |                |

| 21. marec 1977 | Švica | 3:2 | Nizozemska | Tokio, Japonska |

| Poročilo tekme      | Poročilo tekme | Poročilo tekme | Poročilo tekme | Poročilo tekme |
| ------------------- | -------------- | -------------- | -------------- | -------------- |
| Začetek: ni podatka |                |                |                |                |

| 21. marec 1977 | Japonska | 0:5 | Vzhodna Nemčija | Tokio, Japonska |

| Poročilo tekme      | Poročilo tekme | Poročilo tekme | Poročilo tekme | Poročilo tekme |
| ------------------- | -------------- | -------------- | -------------- | -------------- |
| Začetek: ni podatka |                |                |                |                |

| 21. marec 1977 | Poljska | 4:6 | Jugoslavija | Tokio, Japonska |

| Poročilo tekme      | Poročilo tekme | Poročilo tekme | Poročilo tekme | Poročilo tekme |
| ------------------- | -------------- | -------------- | -------------- | -------------- |
| Začetek: ni podatka |                |                |                |                |

#### Lestvica
OT-odigrane tekme, z-zmage, n-neodločeni izidi, P-porazi, DG-doseženo goli, PG-prejeti goli, GR-gol razlika, T-točke.
| #  | Reprezentanca   | OT | Z | N | P | DG | PG | GR  | T  |
| -- | --------------- | -- | - | - | - | -- | -- | --- | -- |
| 9  | Vzhodna Nemčija | 8  | 8 | 0 | 0 | 57 | 16 | +41 | 16 |
| 10 | Poljska         | 8  | 6 | 0 | 2 | 39 | 22 | +17 | 12 |
| 11 | Japonska        | 8  | 5 | 1 | 2 | 30 | 21 | +9  | 11 |
| 12 | Norveška        | 8  | 4 | 2 | 2 | 30 | 30 | 0   | 10 |
| 13 | Švica           | 8  | 4 | 0 | 4 | 35 | 33 | +2  | 8  |
| 14 | Madžarska       | 8  | 3 | 0 | 5 | 27 | 46 | -19 | 6  |
| 15 | Jugoslavija     | 8  | 2 | 1 | 5 | 30 | 36 | -6  | 5  |
| 16 | Nizozemska      | 8  | 1 | 2 | 5 | 23 | 39 | -16 | 4  |
| 17 | Avstrija        | 8  | 0 | 0 | 8 | 19 | 47 | -28 | 0  |

- Vzhodnonemška reprezentanca se je uvrstila v skupino A.
- Nizozemska in avstrijska reprezentanca sta izpadli v skupino C.

### Skupina C
| 12. marec 1977 | Danska | 9:2 | Združeno kraljestvo | København, Danska |

| Poročilo tekme      | Poročilo tekme | Poročilo tekme | Poročilo tekme | Poročilo tekme |
| ------------------- | -------------- | -------------- | -------------- | -------------- |
| Začetek: ni podatka |                |                |                |                |

| 12. marec 1977 | Francija | 12:3 | Belgija | København, Danska |

| Poročilo tekme      | Poročilo tekme | Poročilo tekme | Poročilo tekme | Poročilo tekme |
| ------------------- | -------------- | -------------- | -------------- | -------------- |
| Začetek: ni podatka |                |                |                |                |

| 12. marec 1977 | Italija | 12:0 | Španija | København, Danska |

| Poročilo tekme      | Poročilo tekme | Poročilo tekme | Poročilo tekme | Poročilo tekme |
| ------------------- | -------------- | -------------- | -------------- | -------------- |
| Začetek: ni podatka |                |                |                |                |

| 13. marec 1977 | Francija | 6:3 | Združeno kraljestvo | København, Danska |

| Poročilo tekme      | Poročilo tekme | Poročilo tekme | Poročilo tekme | Poročilo tekme |
| ------------------- | -------------- | -------------- | -------------- | -------------- |
| Začetek: ni podatka |                |                |                |                |

| 13. marec 1977 | Bolgarija | 14:2 | Španija | København, Danska |

| Poročilo tekme      | Poročilo tekme | Poročilo tekme | Poročilo tekme | Poročilo tekme |
| ------------------- | -------------- | -------------- | -------------- | -------------- |
| Začetek: ni podatka |                |                |                |                |

| 13. marec 1977 | Italija | 21:1 | Belgija | København, Danska |

| Poročilo tekme      | Poročilo tekme | Poročilo tekme | Poročilo tekme | Poročilo tekme |
| ------------------- | -------------- | -------------- | -------------- | -------------- |
| Začetek: ni podatka |                |                |                |                |

| 14. marec 1977 | Danska | 6:3 | Bolgarija | København, Danska |

| Poročilo tekme      | Poročilo tekme | Poročilo tekme | Poročilo tekme | Poročilo tekme |
| ------------------- | -------------- | -------------- | -------------- | -------------- |
| Začetek: ni podatka |                |                |                |                |

| 15. marec 1977 | Italija | 8:2 | Francija | København, Danska |

| Poročilo tekme      | Poročilo tekme | Poročilo tekme | Poročilo tekme | Poročilo tekme |
| ------------------- | -------------- | -------------- | -------------- | -------------- |
| Začetek: ni podatka |                |                |                |                |

| 15. marec 1977 | Združeno kraljestvo | 6:5 | Belgija | København, Danska |

| Poročilo tekme      | Poročilo tekme | Poročilo tekme | Poročilo tekme | Poročilo tekme |
| ------------------- | -------------- | -------------- | -------------- | -------------- |
| Začetek: ni podatka |                |                |                |                |

| 15. marec 1977 | Danska | 14:3 | Španija | København, Danska |

| Poročilo tekme      | Poročilo tekme | Poročilo tekme | Poročilo tekme | Poročilo tekme |
| ------------------- | -------------- | -------------- | -------------- | -------------- |
| Začetek: ni podatka |                |                |                |                |

| 16. marec 1977 | Bolgarija | 6:4 | Francija | København, Danska |

| Poročilo tekme      | Poročilo tekme | Poročilo tekme | Poročilo tekme | Poročilo tekme |
| ------------------- | -------------- | -------------- | -------------- | -------------- |
| Začetek: ni podatka |                |                |                |                |

| 17. marec 1977 | Bolgarija | 17:4 | Belgija | København, Danska |

| Poročilo tekme      | Poročilo tekme | Poročilo tekme | Poročilo tekme | Poročilo tekme |
| ------------------- | -------------- | -------------- | -------------- | -------------- |
| Začetek: ni podatka |                |                |                |                |

| 17. marec 1977 | Italija | 15:1 | Združeno kraljestvo | København, Danska |

| Poročilo tekme      | Poročilo tekme | Poročilo tekme | Poročilo tekme | Poročilo tekme |
| ------------------- | -------------- | -------------- | -------------- | -------------- |
| Začetek: ni podatka |                |                |                |                |

| 18. marec 1977 | Francija | 12:1 | Španija | København, Danska |

| Poročilo tekme      | Poročilo tekme | Poročilo tekme | Poročilo tekme | Poročilo tekme |
| ------------------- | -------------- | -------------- | -------------- | -------------- |
| Začetek: ni podatka |                |                |                |                |

| 18. marec 1977 | Danska | 27:4 | Belgija | København, Danska |

| Poročilo tekme      | Poročilo tekme | Poročilo tekme | Poročilo tekme | Poročilo tekme |
| ------------------- | -------------- | -------------- | -------------- | -------------- |
| Začetek: ni podatka |                |                |                |                |

| 19. marec 1977 | Italija | 6:0 | Bolgarija | København, Danska |

| Poročilo tekme      | Poročilo tekme | Poročilo tekme | Poročilo tekme | Poročilo tekme |
| ------------------- | -------------- | -------------- | -------------- | -------------- |
| Začetek: ni podatka |                |                |                |                |

| 19. marec 1977 | Združeno kraljestvo | 2:5 | Španija | København, Danska |

| Poročilo tekme      | Poročilo tekme | Poročilo tekme | Poročilo tekme | Poročilo tekme |
| ------------------- | -------------- | -------------- | -------------- | -------------- |
| Začetek: ni podatka |                |                |                |                |

| 19. marec 1977 | Danska | 3:1 | Francija | København, Danska |

| Poročilo tekme      | Poročilo tekme | Poročilo tekme | Poročilo tekme | Poročilo tekme |
| ------------------- | -------------- | -------------- | -------------- | -------------- |
| Začetek: ni podatka |                |                |                |                |

| 20. marec 1977 | Belgija | 7:6 | Španija | København, Danska |

| Poročilo tekme      | Poročilo tekme | Poročilo tekme | Poročilo tekme | Poročilo tekme |
| ------------------- | -------------- | -------------- | -------------- | -------------- |
| Začetek: ni podatka |                |                |                |                |

| 20. marec 1977 | Bolgarija | 7:3 | Združeno kraljestvo | København, Danska |

| Poročilo tekme      | Poročilo tekme | Poročilo tekme | Poročilo tekme | Poročilo tekme |
| ------------------- | -------------- | -------------- | -------------- | -------------- |
| Začetek: ni podatka |                |                |                |                |

| 20. marec 1977 | Danska | 2:2 | Italija | København, Danska |

| Poročilo tekme      | Poročilo tekme | Poročilo tekme | Poročilo tekme | Poročilo tekme |
| ------------------- | -------------- | -------------- | -------------- | -------------- |
| Začetek: ni podatka |                |                |                |                |

#### Lestvica
OT-odigrane tekme, z-zmage, n-neodločeni izidi, P-porazi, DG-doseženo goli, PG-prejeti goli, GR-gol razlika, T-točke.
| #  | Reprezentanca       | OT | Z | N | P | DG | PG | GR  | T  |
| -- | ------------------- | -- | - | - | - | -- | -- | --- | -- |
| 18 | Italija             | 6  | 5 | 1 | 0 | 64 | 6  | +58 | 11 |
| 19 | Danska              | 6  | 5 | 1 | 0 | 61 | 15 | +46 | 11 |
| 20 | Bolgarija           | 6  | 4 | 0 | 2 | 47 | 25 | +22 | 8  |
| 21 | Francija            | 6  | 3 | 0 | 3 | 37 | 24 | +13 | 6  |
| 22 | Španija             | 6  | 1 | 0 | 5 | 17 | 61 | -44 | 2  |
| 23 | Belgija             | 6  | 1 | 0 | 5 | 24 | 89 | -65 | 2  |
| 24 | Združeno kraljestvo | 6  | 1 | 0 | 5 | 17 | 47 | -30 | 2  |

- Italijanska reprezentanca se je uvrstila v skupino B.

## Končni vrstni red
1. Češkoslovaška
2. Švedska
3. Sovjetska zveza
4. Kanada
5. Finska
6. ZDA
7. Zahodna Nemčija
8. Romunija
9. Vzhodna Nemčija
10. Poljska
11. Japonska
12. Norveška
13. Švica
14. Madžarska
15. Jugoslavija
16. Nizozemska
17. Avstrija
18. Italija
19. Danska
20. Bolgarija
21. Francija
22. Španija
23. Belgija
24. Združeno kraljestvo